# Пиер Санфурш-Лапорт
Пиер Санфурш-Лапорт (роден на 24 март 1774 г. в Сарла и починал на 30 юни 1856 г. в Белвил) е френски юрист и писател. От 1832 до 1852 г. той работи като адвокат в Касационния съд в Брюксел.